# Кугенер (Оршанський район)
Кугене́р (рос. Кугенер, марій. Кугэҥер) — присілок у складі Оршанського району Марій Ел, Росія. Входить до складу Шулкинського сільського поселення.

## Населення
Населення — 24 особи (2010; 32 у 2002).
Національний склад (станом на 2002 рік):
- марі —100 %